# Risultato operativo
In economia aziendale il risultato operativo,  o anche reddito operativo (Acronimo: RO), è il risultato (detto propriamente risultato lordo operativo, o risultato operativo lordo) della gestione caratteristica di un’impresa in un determinato periodo di tempo ed è pari alla differenza tra il valore della produzione ottenuta (ricavi netti di vendita più ricavi delle prestazioni accessorie) e il costo della produzione stessa (acquisti di merci e di materie di consumo, più o meno variazione delle rimanenze, più costi per servizi, costi per godimento di beni di terzi), indipendentemente dalle modalità con cui mi finanzio (oneri finanziari), ma solo direttamente dai costi di produzione, in parole più semplici detraendo dal margine operativo lordo gli ammortamenti e gli accantonamenti.
Il risultato operativo mostra il reddito dell'impresa prima della gestione straordinaria, della gestione finanziaria e di quella tributaria, più propriamente coincide con EBIT (Earnings Before Interests and Taxes).
Questo valore è normalmente considerato per il calcolo di numerosi indici per l'analisi della redditività dell'impresa, potendo contare su un valore non inquinato da eventi straordinari o da imposte.